# Automotrici FLP BCe 4/4 1-3
Le elettromotrici BCe 4/4 della Società delle Ferrovie Luganesi (FLP), numerate da 1 a 3, erano una serie di automotrici elettriche utilizzate per l'esercizio della ferrovia Lugano-Ponte Tresa.

## Storia
Le tre elettromotrici, costruite dalla Schlieren con parte elettrica Alioth, furono consegnate nel 1912, in tempo per l'apertura della linea. L'unità 3 si distingueva per la maggiore potenza (e conseguentemente la maggiore massa).
Successivamente i mezzi furono ammodernati, aumentandone la velocità massima da 45 a 55 km/h, e chiudendo i vestiboli che inizialmente erano aperti. In seguito all'abolizione della terza classe, mutarono classificazione da BCe 4/4 ad ABe 4/4.
Le elettromotrici furono utilizzate fino all'entrata in servizio delle nuove vetture articolate serie 10 ÷ 12, nel 1968; le unità 1 e 2 furono demolite pochi anni dopo, mentre l'unità 3 venne utilizzata come mezzo di servizio, almeno fino ai primi anni novanta. Quest'ultima motrice prestò in seguito servizio sulla Ferrovia Mesolcinese fino al 2007, quando un incidente ne causò la dismissione e, successivamente, la parziale demolizione.